# باريشا
باريشا هي قرية تقع في منطقة حارم التي تتبع إداريًا لمحافظة إدلب في شمال غرب سوريا. تقع في جبال حارم وهي جزء من منطقة تدعى «المدن المنسية». حسب للمكتب المركزي للإحصاء السوري بلغ عدد سكان باريشا هو 1,143 نسمة وفق التعداد السكاني لعام 2004.
قُتل فيها قائد الدولة الإسلامية أبو بكر البغدادي من قِبَل القوات الخاصة الأمريكية يوم 26 أكتوبر 2019.
باريشا تقع في مستوطنة قديمة تُلقب بدايحس، تحتوي هذه المستوطنة على الكثير من الآثار التي تعود للعهد البيزنطي مثل: بيوت وصهاريج ومكابس للزيتون وكنيسة القرية.

## الجغرافيا
تقع باريشا في منطقة حارم بمحافظة أدلب في جبال حارم وبالقرب من الحدود التركية السورية. فهي في المنطقة الوسطى شمالي سوريا المشهورة بالحجر الجيري تبعد حوالي 5 كيلومترات عن منطقة قلب لوزة عبر الوادي ولأن المنطقة معروفة بالحجر الجيري فقد تركت تضاريسه العديد من الكهوف الصغيرة التي استخدموها أصحاب المنطقة كمساكن لهم.
تبعد القرية حوالي 500 متر شمال الآثار التي يُحيط بها بساتين الزيتون ومزارع القمح.